# Landesanstalt für Medien Nordrhein-Westfalen
Die Landesanstalt für Medien NRW ist die staatsferne Aufsichtsinstitution für privaten Rundfunk und Telemedien in Nordrhein-Westfalen. Ihr gesetzlicher Auftrag ist nach dem Medienstaatsvertrag und dem Landesmediengesetz geregelt. Die Arbeit der Landesanstalt für Medien NRW wird aus einem Anteil des in NRW erhobenen Rundfunkbeitrags finanziert. Dies soll ihre Unabhängigkeit, Staatsferne und ihr Wirken für einen unabhängigen Rundfunk sichern.

## Geschichte
Die Landesanstalt für Medien NRW wurde im Jahre 1987 auf der Grundlage des „Rundfunkgesetzes für das Land Nordrhein-Westfalen“ (LRG NW) vom 23. Januar 1987 als Landesanstalt für Rundfunk Nordrhein-Westfalen (LfR) mit Sitz in Düsseldorf gegründet. Am 31. Juli 2002 trat ein neues Landesmediengesetz (LMG NRW) in Kraft, das u. a. eine Umbenennung der nordrhein-westfälischen Landesmedienanstalt beinhaltete. Sie trug ab dem 31. Juli 2002 die Bezeichnung Landesanstalt für Medien Nordrhein-Westfalen (LfM NRW).
2016 wurde Tobias Schmid für eine sechsjährige Amtszeit von Anfang 2017 bis Ende 2022 zum Direktor der LfM NRW gewählt. An der Wahl gab es Kritik, weil er vom Privatfernsehen (RTL Television) kam und als dessen Lobbyist galt und nun zum Kontrolleur des Privatfernsehen werden sollte.
Im Juli 2018 wurde die LfM NRW in Landesanstalt für Medien NRW umbenannt.
Der Direktor Tobias Schmid wurde 2022 für eine sechsjährige Amtszeit von Anfang 2023 bis Ende 2029 wiedergewählt.

## Aufgaben
Zu den Aufgaben der Landesanstalt für Medien NRW zählen neben der Zulassung und der Aufsicht über private Rundfunkveranstalter auch der Schutz der Menschenwürde, die Sicherung des Jugendschutzes in den Medien, der Nutzerschutz und die Vielfaltssicherung. Zudem führt sie wissenschaftliche Untersuchungen durch und erstellt Gutachten. Ziel ist es, die Medienentwicklung durch Forschung zu begleiten. 2020 hat die Landesanstalt für Medien NRW ein KI-Tool entwickeln lassen, das bei der Sichtung von Rechtsverstößen im Internet unterstützt. Dieses KI-Tool wird seit April 2022 von der Medienaufsicht in ganz Deutschland genutzt. Die Landesanstalt für Medien NRW ist darüber hinaus Träger von Angeboten wie ZEBRA und Medienscouts NRW und an Projekten wie klicksafe.de oder internet-abc.de beteiligt.
Neben den Lokalradios in NRW ist die Landesanstalt für Medien NRW unter anderem für private Fernsehsender wie VOX und Super RTL zuständig. 
Sie ist Mitglied in der Arbeitsgemeinschaft der Landesmedienanstalten. Die Zusammenarbeit der Landesmedienanstalten erfolgt u. a. über die Kommission für Zulassung und Aufsicht (ZAK).
Die Landesanstalt für Medien NRW hat, zum Teil mit Partnern, wie z. B. der Verbraucherzentrale, viele Broschüren herausgegeben. Sie sind in der Regel kostenlos und können über die Landesanstalt für Medien NRW bestellt werden.
Für Zuschauer und Internetnutzer stellt die Landesanstalt eine wichtige Anlaufstelle für Beschwerden dar. Über 1.300 Rechtsverstöße auf Webseiten, in Social-Media-Posts und bei weiteren Online-Angeboten wurden im Jahr 2022 von der Landesanstalt für Medien festgestellt.

## Organisation
Die Arbeit der Landesanstalt für Medien NRW ist im Auftrag der Gesellschaft, im Sinne der Meinungsfreiheit und im Dienst der Schutzgüter ausgerichtet. Das Exekutivorgan der Landesanstalt für Medien NRW ist der Direktor, der von der Medienkommission für sechs Jahre gewählt wird. Bis 2016 war Jürgen Brautmeier Direktor der Landesanstalt für Medien NRW. Er hatte im Herbst 2010 Norbert Schneider (Amtszeit 1993–2010) abgelöst. Brautmeier gehörte zu den Gründern der Europäischen Plattform der Regulierungsbehörden (EPRA). Von 2013 bis 2015 war er zusätzlich Vorsitzender der Direktorenkonferenz der Medienanstalten. Im Juni 2016 wurde Tobias Schmid zu Brautmeiers Nachfolger gewählt. Er trat sein Amt im Januar 2017 an und führt seit dem 1. Januar 2023 seine zweite Amtszeit aus. Er ist darüber hinaus Europabeauftragter der Direktorenkonferenz der Medienanstalten (DLM) und war in der Zeit von Januar 2020 bis Dezember 2021 Vorsitzender der European Regulators Group for Audiovisual Media Services (ERGA), dem Verbund der nationalen Medienregulierungen in Europa. Seit dem 1. Januar 2022 ist er ordentliches Mitglied des ERGA-Vorstandes.
Das zweite Organ der Landesanstalt für Medien NRW ist nach dem Landesmediengesetz NRW die Medienkommission, die aus 41 ehrenamtlich tätigen Mitgliedern besteht. Im Wesentlichen sind dies Vertreter von gesellschaftlich relevanten Gruppen, wobei acht Mitglieder vom Landtag benannt werden und ein nicht verbandlich organisiertes Mitglied von der Medienkommission gewählt wird. Die Amtszeit der Mitglieder der Medienkommission beträgt fünf Jahre, die der aktuellen Medienkommission endet im November 2026. Die Medienkommission berät und trifft alle wesentlichen Entscheidungen bei der Lizenzierung und Kontrolle von privaten Programmanbietern und entscheidet über die Vergabe von Übertragungskapazitäten an private Veranstalter in Nordrhein-Westfalen sowie über die Vergabe von Fördermitteln und Forschungsprojekten, wie zum Beispiel dem Fernsehsender NRWision. Vorsitzender ist Werner Schwaderlapp. Die stellvertretende Vorsitzende ist Andrea Stullich.

## Veranstaltungen
Einmal im Jahr verleiht die Landesanstalt für Medien NRW den Audiopreis für herausragende Leistungen von Audioschaffenden. Zudem ist die Landesanstalt für Medien NRW Initiatorin der Karlsmedaille für europäische Medien. Auch vergibt die Landesanstalt für Medien NRW einmal im Jahr den Campus-Radio-Preis, mit dem besondere Leistungen der Hochschulradios honoriert werden.
Einmal jährlich führt die Landesanstalt für Medien NRW die Medienscouts Convention NRW durch, bei der die Medienscouts – Schülerinnen und Schüler, die ihren Mitschülern Wissen über Medien vermitteln – zusammenkommen, um sich über aktuelle Themen in den Medien auszutauschen. Medienkompetenz steht hier im Vordergrund.

## Medien- und Kooperationsprojekte
- ZEBRA. Angebot für alle Fragen zu digitalen Medien[8]
- klicksafe. EU-Initiative für mehr Sicherheit im Netz
- Internet-ABC. Angebot für den Einstieg von Kindern ins Internet
- juuuport. Beratung von Jugendliche für Jugendliche
- Medienscouts NRW
- Bürgermedien NRW
- Flimmo
- Initiative Eltern+Medien